# Věžky (Zlín)
Věžky é uma comuna checa localizada na região de Zlín, distrito de Kroměříž.